# Gilbert Grandval
Pour les articles homonymes, voir Grandval.
Gilbert Grandval, né Gilbert Hirsch-Ollendorff, le 12 février 1904  à Paris et mort le 29 novembre 1981  à Saint-Cloud, est un homme politique, ambassadeur et résistant français, Compagnon de la Libération.

## Biographie

### Jeunesse
Fils d'Edmond Hirsch et de Jeanne Ollendorff et petit-fils de l'éditeur Paul Ollendorff, Gilbert Grandval fait ses études au lycée Condorcet.
Résistant au sein du mouvement CDLR, il commande les Forces françaises de l'intérieur de huit départements de l'Est. Dans Nancy libéré, il accueille le général de Gaulle.

### Représentant en Sarre
Après avoir été pilote de guerre et résistant combattant pendant la seconde guerre mondiale, à partir du 30 août 1945, il est envoyé en Sarre, placée sous administration française, comme Gouverneur militaire des Forces Française d'Occupation en Sarre. Il devient haut-commissaire en 1948 puis est nommé ambassadeur de la France en Sarre en 1952. Le 30 juin 1955, dans son émouvante allocution d’adieu à la Sarre, il affirme : « C'est à la Sarre que j'aurai donné quelques-unes des plus belles années de mon existence. Je lui ai laissé ma jeunesse, je lui dois ma maturité.«

### Résident général au Maroc
Le 20 juin 1955, il est nommé résident général au Maroc, en pleine crise franco-marocaine. Il n'y demeure que cinquante jours, étant en désaccord avec la politique du gouvernement Faure.
Deux ans plus tôt en effet, le gouvernement français avait déposé le sultan Sidi Mohammed ben Youssef (futur Mohammed V) et placé à la tête du protectorat marocain Sidi Mohammed ben Arafa.
Le contexte politique au Maroc est alors explosif et dans cette conjoncture, Grandval décide de rencontrer le grand vizir Mohammed el Mokri, juste libéré des geôles marocaines où l'avait envoyé Ben Arafa. Mokri s'envole pour la France et, à Vichy, rencontre Grandval auquel il fait comprendre que Ben Arafa est prêt à partir face à l'agitation populaire qui s'étend à travers le pays. La question du trône ainsi posée, les discussions permettent d'envisager le retour triomphal de Mohammed ben Youssef qui a lieu le 16 novembre 1955, après le départ de Grandval de ses fonctions.
Lors de sa visite à Meknès le 25 juillet 1955, les groupes spéciaux de protection ouvrent le feu sans sommation sur les manifestants, faisant 15 morts et des dizaines de blessés.

### Membre du gouvernement
Cofondateur de l'UDT en 1959, il est gaulliste de gauche UNR-UDT et l'un des animateurs du Front travailliste.
Il est secrétaire d'État au Commerce extérieur du gouvernement Pompidou I, du 14 avril au 16 mai 1962, puis ministre du Travail du gouvernement Pompidou II, du 16 mai 1962 au 8 janvier 1966.
Il préside les Messageries maritimes de 1966 à 1972.

### Candidature
En 1973, il est candidat de l'Union travailliste (soutenu par l'UDR) aux élections législatives dans la première circonscription des Yvelines. Il se retire à l'issue du premier tour.

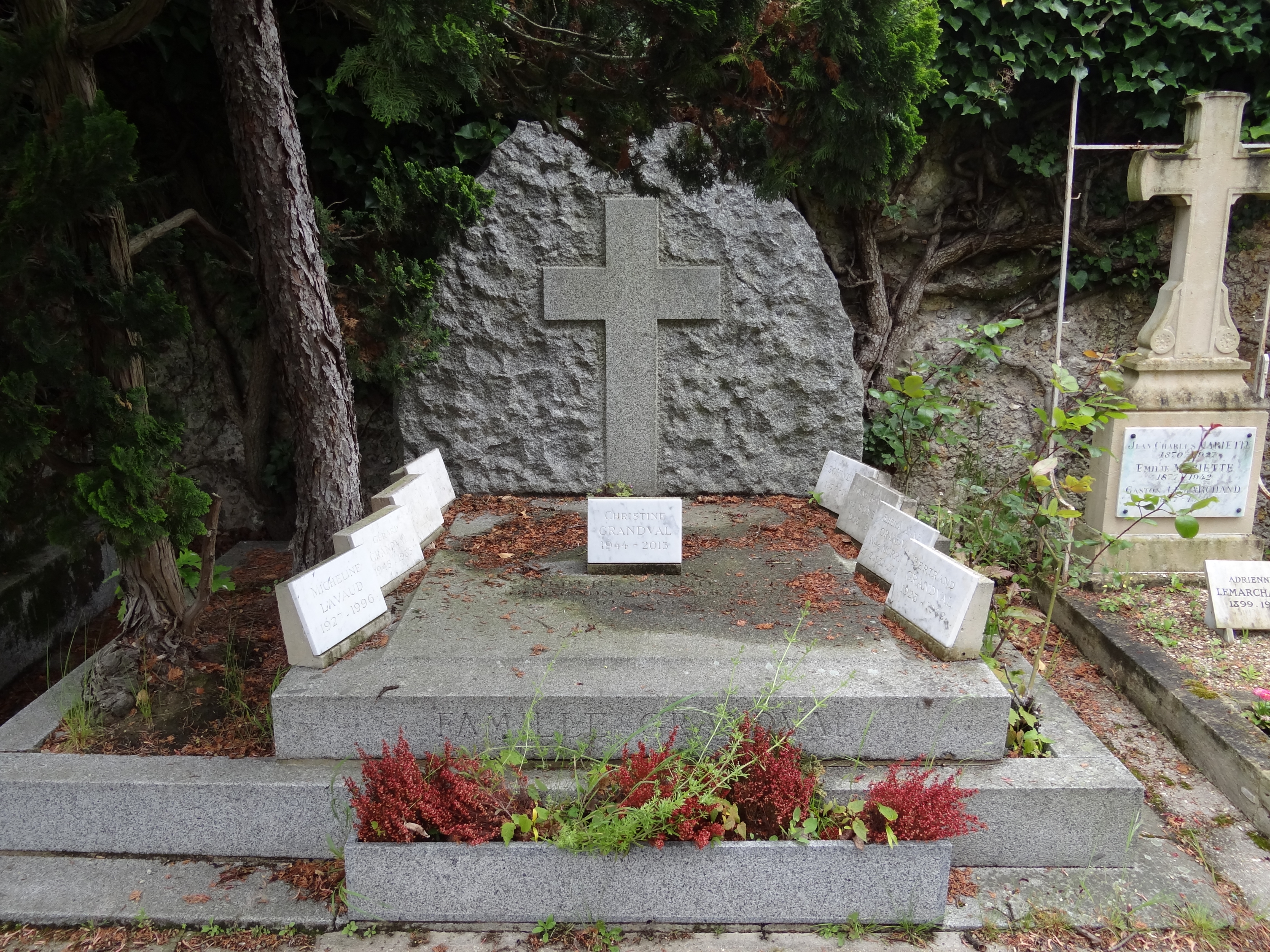
La tombe de Gilbert Grandval au cimetière de Saint-Cloud (Hauts-de-Seine).

Il repose dans le caveau familial au cimetière de Saint-Cloud.

## Ouvrages
- Ma mission au Maroc, Paris, Plon, 1956, 273 p.
- Libération de l'Est de la France, Paris, Hachette, 1974, 275 p. (coécrit avec A. Jean Collin)

## Décorations
- Grand officier de la Légion d'honneur[4]
- Compagnon de la Libération par décret du 24 mars 1945[4]
- Croix de guerre 1939–1945[4]

 Médaille de la Résistance française, avec rosette par décret du 3 août 1946
- Officier de l'ordre des Palmes académiques[4]
- Commandeur de l'ordre du Mérite maritime[4]
- Legion of Merit[4]
- Grand cordon de l'ordre du Ouissam alaouite[4]

Gilbert Grandval a également reçu de nombreuses décorations étrangères: Legion of Merit  (USA), Grand Croix de l'Ordre du Ouissam alaouite (Maroc), Grand Croix de l'Ordre National du Mérite (Cambodge), Commandeur de l'Ordre National Malgache.